# Helmstadt
Helmstadt Helmstadt är en köping (Markt) i Landkreis Würzburg i Regierungsbezirk Unterfranken i förbundslandet Bayern i Tyskland.  Folkmängden uppgår till cirka 2 700 invånare, på en yta av 23 kvadratkilometer.
Köpingen ingår i kommunalförbundet Helmstadt tillsammans med köpingen Remlingen och kommunerna Holzkirchen och Uettingen.